# Paraíso de San José
Paraíso de San José est l'une des huit paroisses civiles de la municipalité de Jiménez dans l'État de Lara au Venezuela. Sa capitale est Agua Negra.

## Géographie

### Démographie
Hormis sa capitale Agua Negra, la paroisse civile ne comporte qu'une seule autre localité, La Vigía.